# Tasche (Billard)

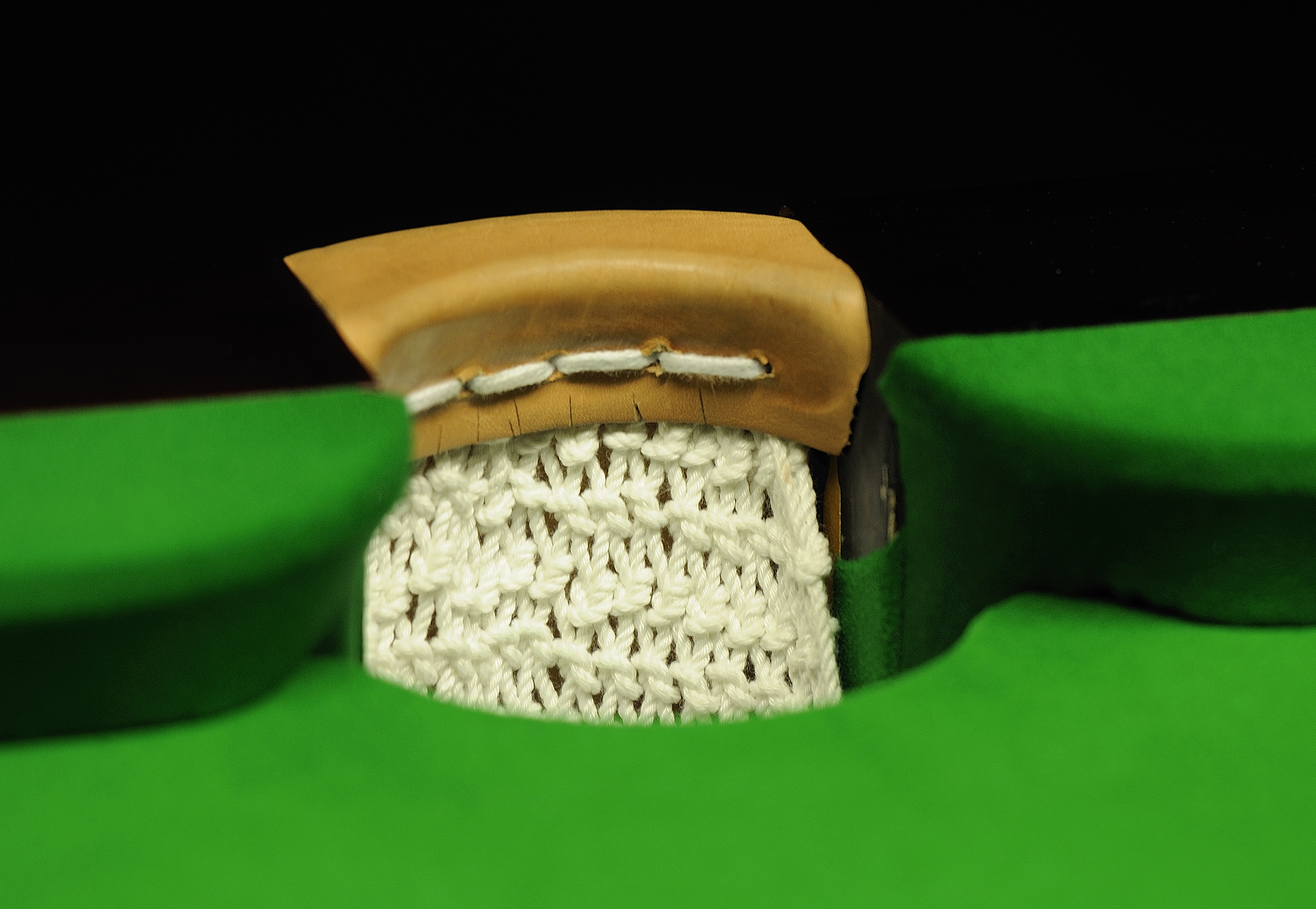
Eine Mitteltasche eines Snookertisches

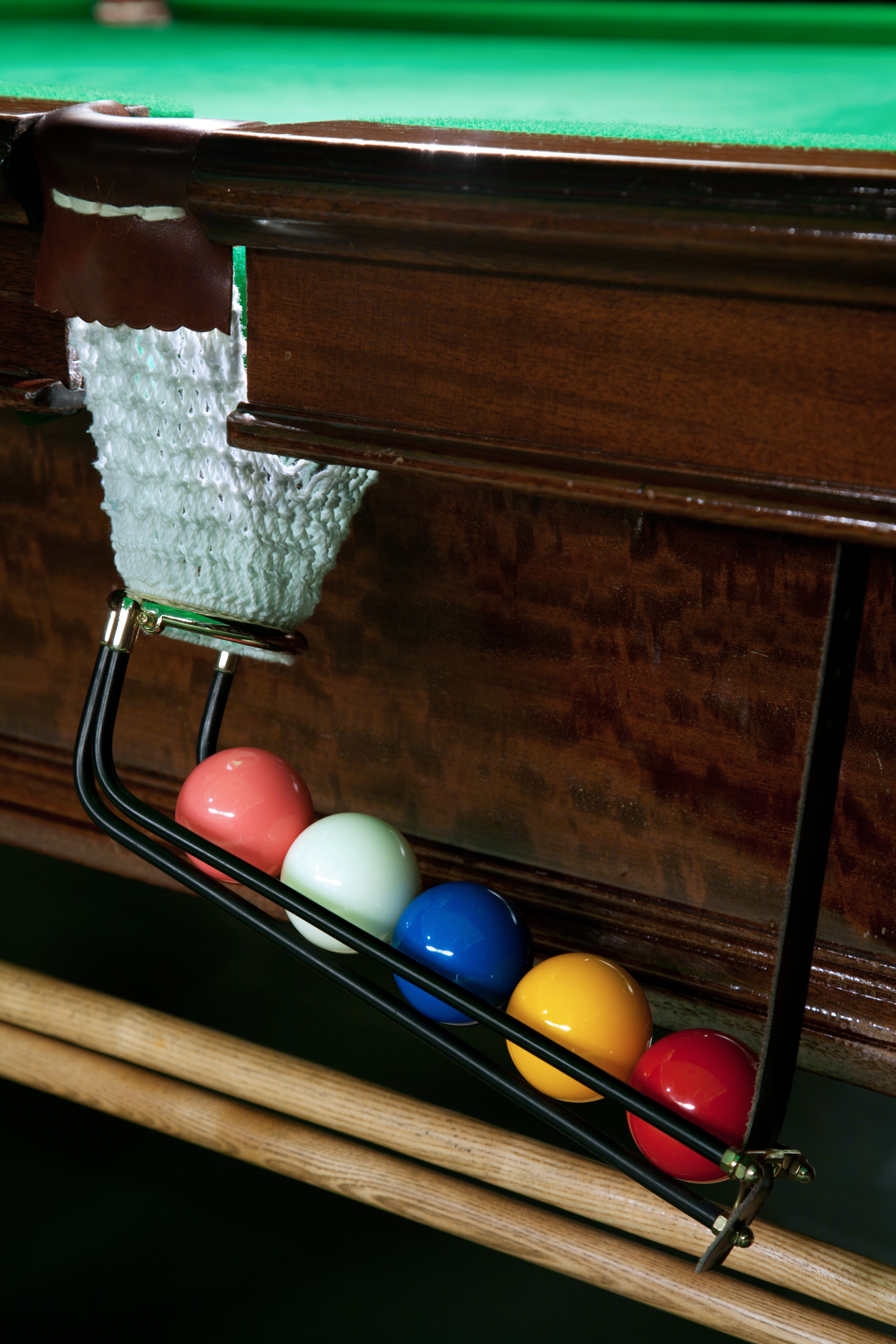
Eine der Mitteltaschen eines Snookertisches von außen

Als Taschen bezeichnet man die sechs Löcher beim Poolbillard und Snooker. Diese befinden sich in den Ecken sowie in der Mitte der langen Banden eines Billardtisches. Den Eingang zu diesen Taschen nennt man Tascheneinlauf. Dieser ist bei Pooltischen gerade. Bei Snookertischen wird ein runder Tascheneinlauf verwendet und die Taschen sind mit ca. 90 mm Durchmesser kleiner als bei Poolbillardtischen. Für die genaue Form und Abmessung der Taschen, die für offizielle Turniere verbindlich ist, gibt es von der World Professional Billiards and Snooker Association (WPBSA) erstellte Schablonen. Beim Karambolage wird dagegen auf einem Tisch ohne Taschen gespielt.